# Stipendium Paul Maar

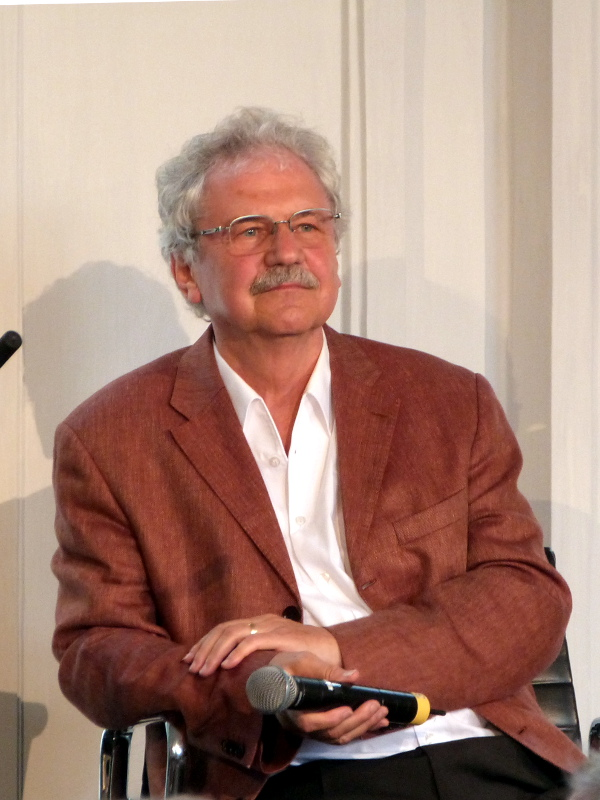
Der Autor Paul Maar während des Erlanger Poetenfestes 2012

Das Stipendium Paul Maar war ein Literaturstipendium zur Förderung von Nachwuchsautoren des Kinder- und Jugendtheaters.
Das Stipendium wurde im Jahr 1998 vom Kinderbuch- und Theaterautor Paul Maar (* 1937) gestiftet. Es ermöglichte den Stipendiaten die Teilnahme an einer Autorenwerkstatt für Kinder- und Jugendtheater an der Bundesakademie für kulturelle Bildung in Wolfenbüttel. Zusätzliche Förderung erhielten die Autoren durch öffentliche Lesungen, Teilnahme an Autorentagungen und Vermittlung ihrer Texte an Verlage. 
Das mit jährlich 5200 € dotierte Stipendium wurde durch das Kinder- und Jugendtheaterzentrum Deutschland in Frankfurt am Main vergeben.
Das Stipendienprogramm war auf eine Dauer von zehn Jahren befristet und wurde im Dezember 2008 eingestellt.

## Stipendiaten (Auswahl)
- Jutta Schubert (1999)
- Andri Beyeler (2000)
- Jürgen-Thomas Ernst (2000)
- Georgios J. Slimistinos (2000)
- Sonja Röder (2000)
- Katharina Schlender (2000)
- Thomas Freyer (2001)
- Walter Kohl (2001)
- Klaus Nührig (2001)
- Carsten Brandau (2002)
- René Harder (2002)
- Sebastian Seidel (2002)
- Reto Finger (2003)
- Beatrice von Moreau (2003)
- Darja Stocker (2003)
- Sebastian Seidel (2004)
- Jörg Wolfradt (2004)
- Björn SC Deigner (2004)
- Laura de Weck (2005)
- Jörg Wolfradt (2005)
- Tobias Amslinger (2006)
- Jörg Menke-Peitzmeyer (2006)
- Jutta Schubert (2006)
- Christine Anlauff (2007)
- Lars Helmer (2007)
- Thilo Reffert (2007)
- Nikola Richter (2008)